# 2020년 퍼시픽 리그 클라이맥스 시리즈
2020년 퍼시픽 리그 클라이맥스 시리즈(일본어: 2020年のパシフィック・リーグクライマックスシリーズ, 영어: 2020 Pacific League Climax Series)는 2020년 11월에 개최된 일본 프로 야구 퍼시픽 리그의 클라이맥스 시리즈 경기이다. 전년도에 이어 퍼솔 홀딩스가 메인 스폰서를 맡으면서 ‘2020 퍼솔 클라이맥스 시리즈 퍼시픽’(2020 パーソル クライマックスシリーズ パ)이라는 이름으로 개최됐다.

## 개요
이 대회는 SMBC 일본 시리즈 2020 출전권을 내건 플레이오프 토너먼트이다.
당초 예정대로 양대 리그의 퍼스트 스테이지는 2020년 10월 24일부터 26일까지, 퍼스트 스테이지는 10월 28일부터 11월 2일까지로 예정돼 있었다. 하지만 코로나19의 영향으로 당초 일정을 변경함에 따라 클라이맥스 시리즈는 센트럴 리그에서 전면 취소하고 퍼시픽 리그에서는 퍼스트 스테이지를 치르지 않고 정규 시즌 1위 팀과 2위 팀간의 파이널 스테이지만으로 치르게 되면서 경기 수도 4전 3선승제로 축소하여 개최하게 됐다. 만약 평상시와 같이 퍼스트 스테이지가 이뤄지고 있다면, 정규 시즌 2위 팀 지바 롯데 마린스와 3위 팀 사이타마 세이부 라이온스와의 맞대결을 ZOZO 마린 스타디움에서 열릴 예정이었다.
1승의 어드밴티지가 부여되는 정규 시즌 1위 팀 후쿠오카 소프트뱅크 호크스와 정규 시즌 2위 팀 지바 롯데 마린스가 맞붙어 승리팀은 SMBC 일본 시리즈 2020 진출권을 얻는다. 이 맞대결은 4년 만에 6번째이자 클라이맥스 시리즈(플레이오프 포함)에서 가장 많은 맞대결이 됐다. 또한 연장은 10회로 제한하고 승부가 나지 않을 경우에는 무승부로 간주한다.
후쿠오카 PayPay 돔에서의 개최는 7년 연속 9번째이며 7년 연속 개최는 처음이다.
- 일시 : 11월 14일부터 11월 15일
- 구장 : 후쿠오카 PayPay 돔

## 클라이맥스 시리즈 참가 팀 및 감독
| 팀 순위       | 소속                       | 감독            | 정규시즌 성적 |
| ------------- | -------------------------- | --------------- | ------------- |
| 정규 리그 1위 | 후쿠오카 소프트뱅크 호크스 | 구도 기미야스   | 73승 5무 42패 |
| 정규 리그 2위 | 지바 롯데 마린스           | 이구치 다다히토 | 60승 3무 57패 |

### 대진표
| 클라이맥스 시리즈 |                                  |     |  |  |  |  |
|                   |                                  |     |  |  |  |  |
|                   | (4전 3선승제) 후쿠오카 PayPay 돔 |     |  |  |  |  |
|                   | 소프트뱅크(PL 우승)              | ☆○○ |  |  |  |  |
|                   | 지바 롯데(PL 2위)                | ★●● |  |  |  |  |

- ☆·★ = 파이널 스테이지 어드밴티지 부여에 따라 우선 승패를 나눠 가져감.

## 경기 일정
- 1차전 : 11월 14일
- 2차전 : 11월 15일

## 경기 결과

### 파이널 스테이지

#### 경기 기록
| 일시                               | 경기       | 원정팀(선공)     | 스코어 | 홈팀(후공)                 | 개최 구장          |
| ---------------------------------- | ---------- | ---------------- | ------ | -------------------------- | ------------------ |
| 어드밴티지                         | 어드밴티지 | 지바 롯데 마린스 |        | 후쿠오카 소프트뱅크 호크스 |                    |
| 11월 14일(토)                      | 1차전      | 지바 롯데 마린스 | 3 - 4  | 후쿠오카 소프트뱅크 호크스 | 후쿠오카 PayPay 돔 |
| 11월 15일(일)                      | 2차전      | 지바 롯데 마린스 | 4 - 6  | 후쿠오카 소프트뱅크 호크스 | 후쿠오카 PayPay 돔 |
| 승리팀: 후쿠오카 소프트뱅크 호크스 |            |                  |        |                            |                    |

#### 1차전
- 11월 14일 - 후쿠오카 PayPay 돔

| 팀 | 1 | 2 | 3 | 4 | 5 | 6 | 7 | 8 | 9 | R | H  | E |
| 지바 롯데 | 0 | 2 | 0 | 0 | 1 | 0 | 0 | 0 | 0 | 3 | 8  | 1 |
| 소프트뱅크 | 0 | 0 | 0 | 1 | 0 | 2 | 0 | 1 | X | 4 | 11 | 0 |
| 승리 투수: 리반 모이넬로(1-0) 패전 투수: 사와무라 히로카즈(0-1) 세이브: 모리 유이토(1S) 홀드: 프랭크 허먼(1H) |   |   |   |   |   |   |   |   |   |   |    |   |

#### 2차전
- 11월 15일 - 후쿠오카 PayPay 돔

| 팀 | 1 | 2 | 3 | 4 | 5 | 6 | 7 | 8 | 9 | R | H  | E |
| 지바 롯데 | 3 | 0 | 0 | 0 | 0 | 0 | 1 | 0 | 0 | 4 | 12 | 0 |
| 소프트뱅크 | 0 | 2 | 0 | 3 | 0 | 0 | 1 | 0 | X | 6 | 10 | 0 |
| 승리 투수: 리반 모이넬로(2-0) 패전 투수: 천관위(0-1) 세이브: 모리 유이토(2S) 홀드: 마쓰모토 유키(1H), 이와사키 쇼(1H), 가야마 신야(1H), 다카하시 레이(1H) 홈런: 소프트뱅크 – 나카무라 아키라(2회 2점, 4회 2점), 마쓰다 노부히로(4회 1점) |   |   |   |   |   |   |   |   |   |   |    |   |

## 수상 선수
- 클라이맥스 시리즈 MVP : 나카무라 아키라(소프트뱅크)

## 같이 보기
- 2020년 센트럴 리그 클라이맥스 시리즈
- 2020년 일본 시리즈